# アニモプロデュース
株式会社アニモプロデュースは、日本の映画制作会社、芸能プロダクション。

## 所属アーティスト
特記がない限り、公式ページの所属者リストに基づく。2024年4月時点。
俳優
男性
- アフロゴトウ
- 伊藤慶徳
- 小野賢章
- 鍛治本大樹
- 川村進
- 齋賀正和
- 鈴木恋
- 鈴木武
- 関幸治
- 高橋駿一
- 中澤功
- 中嶋海央
- 西本銀二郎
- 濱津隆之
- 松角洋平
- ゆかわたかし

女性
- Q本かよ
- 永井ちひろ
- 西田ひらり
- 三好紗椰
- 山下りか
- 柳ゆり菜
- 若月海里

声優
男性
- アフロゴトウ
- 小野賢章
- 鍛治本大樹
- 酒井広大
- 向山太規
- 木村颯（新人）

女性
- 大本なな子
- Q本かよ
- 白石ゆきね
- 高木友梨香
- 中川華緒（新人）
- 西川知奈美（新人）
- 逢山ナミコ（新人）
- 若芭茱生（新人）
- 前田歩海（新人）
- 大八木アンナ（新人）

クリエイター
- 草野翔吾（映画監督）

## 過去の所属者
男性
- 浅見紘至（現所属：High endz）
- 石本政晶（現所属：High endz）
- 大谷幸広（現所属：High endz）
- 大宮将司（現所属：High endz）
- 小野ゆたか（現所属：High endz）
- 片山享（現所属：High endz）
- キャッチャー中澤（現所属：High endz）
- ボブ鈴木（現所属：High endz）

女性
- 神田朱未（現所属：galm）
- 金城秋桜里[2]
- 小山めぐみ
- 杉山未央（現所属：フィット）
- 直田姫奈（現所属：東京俳優生活協同組合）
- 仲谷明香（現所属：ミシェルエンターテイメント）
- 藤本沙紀（現所属：High endz）
- 山田南美
- 遊間まゆ
- 吉野志乃